# Johannes Steininger
 (août 2018).
Pour les articles homonymes, voir Steininger.
Cet article possède un paronyme, voir Johannes Steiniger.
Johannes Steininger (né en 1977 à Linz) est un designer autrichien.

## Formation
Steininger est un artiste sonore, étudiant de 2003 à 2005 à l'université privée Anton Bruckner dans les domaines de la communication acoustique, l’acoustique technique et l’architecture auditive. De 2004 à 2008, il obtient des diplômes de l'université d'art et de design de Linz, de l'Institut des stratégies spatiales et de design et de l'Institut de l'espace et du design. Il va ensuite à l'Institut Sound Studies am Berlin Career College de l'université des arts de Berlin ainsi qu'une formation universitaire dans la section "Architecture auditive" et de 2010 à 2011 à l'Institut d'acoustique technique de l'université technique de Berlin. En 2016, il suit une formation avancée certifiée en métrologie sonore au LB-College de Vienne.

## Œuvre
Johannes Steininger travaille principalement avec des produits semi-finis de l'industrie plastique et se concentre dans son art aérien sur les interventions sonores, dans l'architecture auditive et la manipulation de systèmes et leurs fréquences propres. Steininger et sa pratique professionnelle en Autriche comprennent un large savoir-faire dans les stratégies de croisement dans les arts visuels. Au cours de son apprentissage de métallurgiste, l’architecture auditive inspire des projets et des œuvres d'art sonore spécifiques à un site. Il anime des ateliers pratiques sur les processus de résonance en tant que conférencier invité à l'université d’art et de design industriel de Linz et à l'université technique de Vienne, ainsi qu'aux présentations et discussions scientifiques.

## Source de la traduction
- (de) Cet article est partiellement ou en totalité issu de l’article de Wikipédia en allemand intitulé « Johannes Steininger (Künstler) » (voir la liste des auteurs).